# Гиперказуальная игра
Гиперказуальная игра — это мобильная видеоигра, не требующая больших усилий для игрового процесса. Особенность гиперказуальных игр в том, что в основном они бесплатны, имеют упрощенный пользовательский интерфейс, не требуют специального обучения или инструкции для игрового процесса. В основном применяется 2D-дизайн с простой цветовой схемой и легкие, не требующие особых усилий механики, часто являющиеся бесконечно-зацикленными. Часто, гиперказуальные игры обсуждаются как бизнес-модель, а не полноценный жанр мобильных игр. Из-за отсутствия устойчивой внутриигровой экономики и отсутствия цены большинства гиперказуальных игр доход в основном генерируется за счет рекламы.
Типы внутриигровых рекламных объявлений:
- Видео с вознаграждением (когда эти рекламные ролики просматриваются, игрок награждается внутриигровыми наградами)
- Баннерная реклама (реклама, которая появляется внизу экрана пользователя)
- Межстраничные объявления (рекламные объявления, которые показываются между игровыми сеансами)

## История
Гиперказуальные игры получили распространение в 2017 году на мобильных устройствах, но часто рассматриваются как жанр, похожий на видеоигры 1970-х годов, в которых отсутствует детально проработанный дизайн и игровой процесс. Первой гиперказуальной игрой, которая приобрела широкую популярность, была Flappy Bird, которая была загружена более 50 миллионов раз и приносила около 50 000 долларов в день на пике своей популярности. После, гипер-казуальные игры лидировали в топ-чартах магазинов мобильных игр Google Play Store и App Store (iOS). Согласно EEDAR, большинство пользователей мобильных видеоигр играют в многозадачном режиме, и из-за их простоты гипер-казуальные игры становятся все более популярными среди этих пользователей. В 2016 году игровая компания Ubisoft приобрела Ketchapp (одного из инициаторов гиперказуальных игр). В 2017 году Goldman Sachs инвестировал 200 миллионов долларов в компанию Voodoo, занимающуюся гипер-казуальными играми.